# (37990) 1998 KN4
1998 KN4 (asteroide 37990) é um asteroide da cintura principal. Possui uma excentricidade de 0.17827910 e uma inclinação de 10.99637º.
Este asteroide foi descoberto no dia 22 de maio de 1998 por LONEOS em Anderson Mesa.